# Unholy (canción de Kiss)
«Unholy» es una canción de la banda estadounidense Kiss. Fue escrita por el cantante, bajista y líder del grupo, Gene Simmons, junto a Vinnie Vincent (exguitarrista del grupo en cuestión). Es la canción de apertura del álbum Revenge, y el primer sencillo de la banda cantado por Simmons en diez años (el último había sido "I Love It Loud", del álbum Creatures of the Night, publicado en 1982). Cabe destacar que fue el primer tema de apertura en un álbum de Kiss en ser cantado por el bajista (sin contar "Deuce" en el álbum en vivo Alive!). La canción ha sido tocada en la gran mayoría de los conciertos de Kiss desde el comienzo del Revenge Tour hasta que finalizó el Kiss My Ass Tour en 1995, tras lo cual, con la reunión de la formación original de la banda, fue sacada del repertorio, y reincorporada en el Rock The Nation Tour. Actualmente, Kiss no está tocando esta canción en sus conciertos.

## Letra de la canción
La letra de "Unholy" describe el nacimiento de la maldad, con el mismo nacimiento del hombre, siendo este el responsable de su propia destrucción y de su propio entorno.

## Videoclip
El videoclip de la canción muestra intercaladamente imágenes (en sepia) de los integrantes de Kiss, tocando en una especie de galpón abandonado, vestidos a lo heavy metal, y escenas (en blanco y negro) de niños jugando en un cementerio, como si realizaran una especie de ritual (se los ves bailando arriba de una cruz invertida dibujada en el suelo).

## Polémica
Si bien los niños que aparecen en el video de "Unholy" eran fanáticos de Kiss seleccionados especialmente para la ocasión, sus padres no estaban contentos con que sus hijos aparezcan en una filmación con tintes "ocultistas y satánicos", más aún tomando en cuenta que no se les había consultado al respecto.